# Lot aktywny

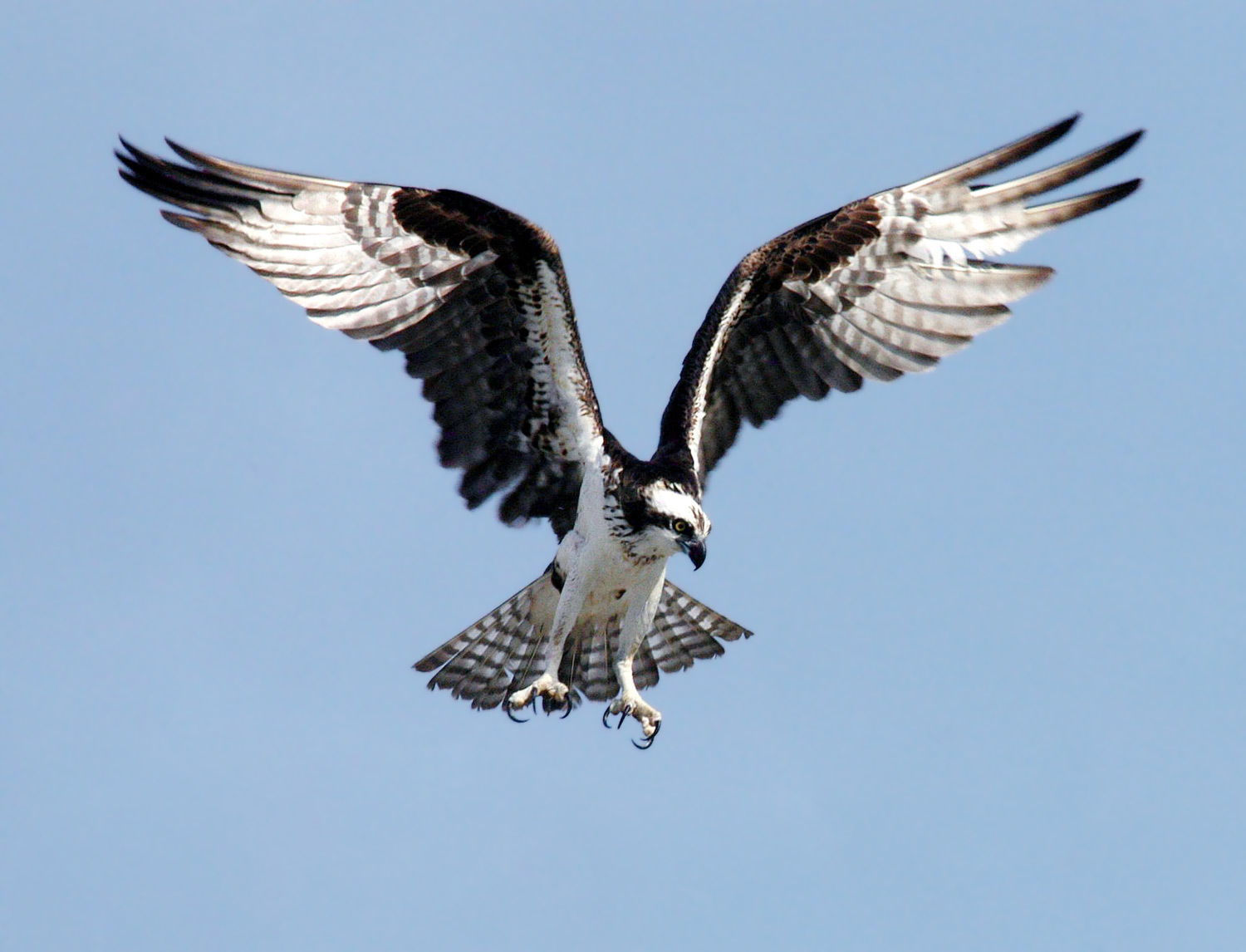
Rybołów w locie

Lot aktywny – lot zwierząt, który odbywa się dzięki mięśniom poruszającym skrzydła. Do zwierząt aktywnie latających należą: owady, ptaki i nietoperze. Przystosowaniem do lotu aktywnego jest zmniejszenie masy ciała. Ptaki mają spneumatyzowane, czyli wypełnione powietrzem, kości długie i okrągłe w przekroju. Kości płaskie są cienkie, w dziobie brak zębów. Samice ptaków mają tylko jeden jajnik i jeden jajowód. Samce nie posiadają narządu kopulacyjnego. Wszystkie ptaki są dlatego jajorodne, czyli ciężkie jajo jest składane na zewnątrz organizmu samicy i tu następuje jego rozwój. Ptaki mają też skrócone jelito i nie posiadają pęcherza moczowego. Wszystkie te cechy wpływają na obniżenie masy ciała. Jest to istotne, bowiem pewne inne cechy ptaka, pomocne w locie, zwiększają jego masę.